# Micrandra inundata
Micrandra inundata là một loài thực vật có hoa trong họ Đại kích. Loài này được P.E.Berry & Wiedenh. mô tả khoa học đầu tiên năm 2004.